# TV Augsburg
TV Augsburg is een Duitse sportclub uit Augsburg, deelstaat Beieren. Met zo'n 4.000 leden is het de grootste sportclub van de stad.  

## Geschiedenis
De club werd in 1847 opgericht als turnvereniging. Tijdens de revolutie van 1848 dreigde de club ontbonden te worden maar bleef toch bestaan. In 1853 werd de club dan toch verboden en in 1860 heropgericht. In 1863 verlieten enkele leden de club om MTV Augsburg op te richten, vijf jaar later werd deze club terug opgenomen in de vereniging. In 1889 splitsten zich weer enkele leden af als MTV 1889 Augsburg. De voetbalafdeling van deze club was de eerste van de stad die in de hoogste klasse van de Zuid-Beierse competitie speelde in 1905. In 1907 stichten leden van TV de voetbalclub FC Augsburg, deze heeft niets te maken met de huidige club met dezelfde naam. In 1917/18 plaatste de club zich voor de Zuid-Duitse eindronde en verloor daar van Bayern München. In 1919 fuseerde TV met MTV 1889 en SV Augsburg en bleef de naam TV 1847 behouden. In 1924 splitste de voetbalafdeling zich onder druk van de Deutsche Turnerschaft zich af als SV Schwaben Augsburg.  
In 1941 moest de club samen met andere clubs gedwongen fuseren tot de grootclub TSV Schwaben Augsburg, maar na de oorlog splitste TV zich weer van de club af. Sinds 1962 heeft de club een sportcomplex van 30.000 m² langs het Rosenaustadion.